# بهارستان (خنداب)
بهارستان روستایی در دهستان خنداب بخش مرکزی شهرستان خنداب استان مرکزی ایران است.

## جمعیت
بر پایه سرشماری عمومی نفوس و مسکن در سال ۱۳۹۵ جمعیت این روستا ۴۸ نفر (۱۵خانوار) بوده‌است.